# The Jak and Daxter Trilogy
The Jak & Daxter Trilogy (conocido como Jak & Daxter Collection en EE. UU.) es un videojuego recopilatorio disponible para las consolas PlayStation 3 y PlayStation Vita, que contiene los tres juegos principales de la serie Jak & Daxter aparecidos originalmente en la consola PlayStation 2.
The Jak & Daxter Trilogy apareció primero en la consola PlayStation 3, y fue puesto a la venta en América del Norte el 7 de febrero de 2012, y en Europa el 29 de febrero de 2012. La versión para PlayStation Vita salió al año siguiente; el 18 de junio de 2013 en América del Norte, y el 21 de junio del mismo año en Europa. Pueden adquirirse los juegos también por separado vía PlayStation Network.

## Juegos incluidos

### Jak & Daxter: El legado de los precursores
La historia comienza con una narración del sabio verde Samos, maestro del Eco Verde. Empieza hablando sobre sus inquietudes acerca de los amos del universo y creadores de toda la vida sobre el planeta: los Precursor. Samos busca respuestas y cree que las obtendrá de la mano de dos chicos jóvenes, de unos quince años de edad: Jak, y su mejor amigo Daxter. Los dos se escapan a la isla de Misty, el único lugar donde Samos les prohibió que fueran, y llegan a la isla justo a tiempo para presenciar una extraña reunión de entre dos extrañas criaturas que parecían ser los jefes y un montón de Lurkers. Jak y Daxter, impresionados por lo que acababan de ver, intentan encontrar el camino de vuelta a la barca. Es entonces cuando se encuentran con un enorme pozo de Eco Oscuro (Dark eco). Al lado del pozo, Daxter localiza un pequeño artefacto Precursor con forma de barril, al cual, tras no verle utilidad alguna, se lo pasa a Jak con desprecio. Extrañamente el artefacto parece reaccionar al tacto de Jak y cuando este lo sujeta entre sus manos, se abre de manera sorprendente. Justo en ese momento aparece un Lurker detrás de ellos y Jak le dispara utilizando el barril Precursor, pero con tan mala suerte que la explosión empuja a Jak hacia atrás y tropieza con Daxter que cae al pozo de eco oscuro. A pesar de que el eco oscuro es perjudicial a lo largo de todo el juego, Daxter sale del pozo sin ningún rasguño. Tan solo que transformado en una especie de roedor naranja, una mezcla entre nutria y comadreja. Tras todos estos acontecimientos, consiguen regresar a la Aldea de Sandover y buscar la ayuda de Samos, pero él dice que solo Gol, el sabio del eco oscuro, puede ayudar a cambiar a Daxter.

### Jak II: El renegado
El juego comienza con Jak, Daxter (los protagonistas) y Samos (su vigilante) observando como Keira (la hija de Samos y de quien Jak está enamorado) les muestra el "Transporte de la Grieta" y la "Puerta Precursor de la Grieta". Cuando lo activan, la puerta abre un portal al que son lanzados los cuatro. Aparecen en Villa Refugio, dirigida por el Barón Praxis quien se encuentra en guerra contra una raza de bestias llamada Cabezachapas. El grupo es separado a su llegada, y Jak es apresado por el capitán de la Guardia Carmesí. Mientras se encuentra en Prisión, lo utilizan como "conejillo de indias" para experimentos con eco oscuro, lo que le provoca diversas alteraciones en su cuerpo y comportamiento, ya que puede transformarle en una especie de bestia.
Dos años después, Daxter le saca de la prisión, y juntos se unen a una organización rebelde conocida como "La resistencia", que busca colocar al verdadero gobernador en el trono, un niño al que le llaman simplemente como "El niño". Mientras forma parte de La resistencia, Jak encuentra a Samos y Keira, al igual que a un Samos más joven. Además averigua que Praxis ha estado haciendo acuerdos con los cabezachapas para mantenerse en el trono. Lo que más le sorprende es descubrir que Villa Refugio es su hogar 200 años adelante en el futuro.

### Jak 3
El tercer capítulo comienza poco después del final del anterior título. Jak es desterrado al desierto acusado por el concejal Veger de ayudar a los enemigos, solo porque desconfiaba de los poderes de Jak. En el desierto encuentra la gran ciudad de los Esteparios (Spargus), que son renegados de Villa Refugio y que no son nada amables pero, aun así, leales, con lo que no dudarán en ayudar a su antigua ciudad. En este capítulo, se desvelan muchos secretos y tanto Jak como Daxter tomarán conciencia de su verdadero papel en sus vidas.

## Características
Los juegos están remasterizados a una resolución máxima de 720p, se conservan todas las características de los originales (extras, secretos, material adicional, vídeos, selector de idioma) y se añaden nuevas características como compatibilidad con Televisión 3D (solo en PlayStation 3 próximamente en PlayStation 4) y trofeos para cada uno de los juegos.
- Datos: Q15141672